# Pena de morte na Venezuela
A pena de morte é abolida na República Bolivariana da Venezuela.
A Venezuela foi o primeiro país (ainda existente) do mundo a abolir a pena de morte para todos os crimes, fazendo-o pela Constituição em 1863. São Marinho aboliu a pena de morte para crimes comuns apenas em 1848, mas a aboliu para todos os crimes em 1865.
A Costa Rica seguiu o exemplo em 1877, tornando a Venezuela um dos apenas três países a abolir a pena de morte em 1900.